# Бобрицька сільська рада (Києво-Святошинський район)
| Бобрицька сільська рада — колишній орган місцевого самоврядування у Києво-Святошинському районі Київської області з адміністративним центром у с. Бобриця. Існував до 2020 року. Сільській раді були підпорядковані населені пункти: - с. Бобриця |

## Склад ради
Рада складалася з 14 депутатів та голови.

### Керівний склад ради
| ПІБ                              | Основні відомості                                                                | Дата обрання | Дата звільнення |
| -------------------------------- | -------------------------------------------------------------------------------- | ------------ | --------------- |
| Данченко Владислав Олександрович | Сільський голова, 1977 року народження, освіта, член Української Народної Партії | 26.03.2006   | 31.10.2010      |
| Король Олександр Григорович      | Сільський голова, 1974 року народження, освіта вища                              | 31.10.2010   |                 |

Примітка: таблиця складена за даними джерела